# Aulnoy-lez-Valenciennes
Aulnoy-lez-Valenciennes é uma comuna francesa na região administrativa de Altos da França, no departamento do Norte. Estende-se por uma área de 6.12 km². Em 2010 a comuna tinha 7 353 habitantes (densidade: 1 201,5 hab./km²).